# 悲愁 (1959年の映画)
『悲愁』（ひしゅう、原題: Beloved Infidel）は1959年のアメリカ合衆国の映画。
出演はグレゴリー・ペックとデボラ・カーなど。コラムニストのシーラ・グレアムが作家のF・スコット・フィッツジェラルドとの情事を書いた自伝『Beloved Infidel』を原作としている。

## ストーリー
シーラ・グレアムはロンドンの孤児院で育ちながらも渡米後、自身の美しさと才能を武器にハリウッドスターのゴシップを新聞に執筆していた人気のゴシップコラムニストだった。ある日、シーラは名評論家カーターのパーティで、作家F・スコット・フィッツジェラルドと出会い親しくなる。スコットは入院する妻と東部の学校にいる娘のことで金に苦しみ、筆を絶ち、酒に溺れていた。
ある時、彼はハリスに脚本執筆を頼まれ元気になり、シーラを誘ってメキシコに行く。メキシコの海で彼は、シーラに自らの愛を告げる。シーラも自分の生い立ちを告白し、2人の愛情はより深いものとなったが…

## キャスト
※括弧内は日本語吹替（初回放送1972年6月7日『NET 映画招待席』）
F・スコット・フィッツジェラルド
グレゴリー・ペック（阪脩）
シーラ・グレアム
デボラ・カー（高山真樹）
カーター
エディ・アルバート（細井重之）
ジョン・ホイーラー会長
フィリップ・オバー（千葉耕市）
スタン・ハリス
ハーバート・ラドリー（加藤正之）
ロビンソン
ケン・スコット（北村弘一）
映画監督
トム・グリーンウェイ（国坂伸）
ジョンソン
A・キャメロン・グラント（水島晋）
その他吹替
村松康雄、浅井淑子、安田隆、野本礼三、沢田敏子、徳丸完